# Der Weg und die Wahrheit und das Leben

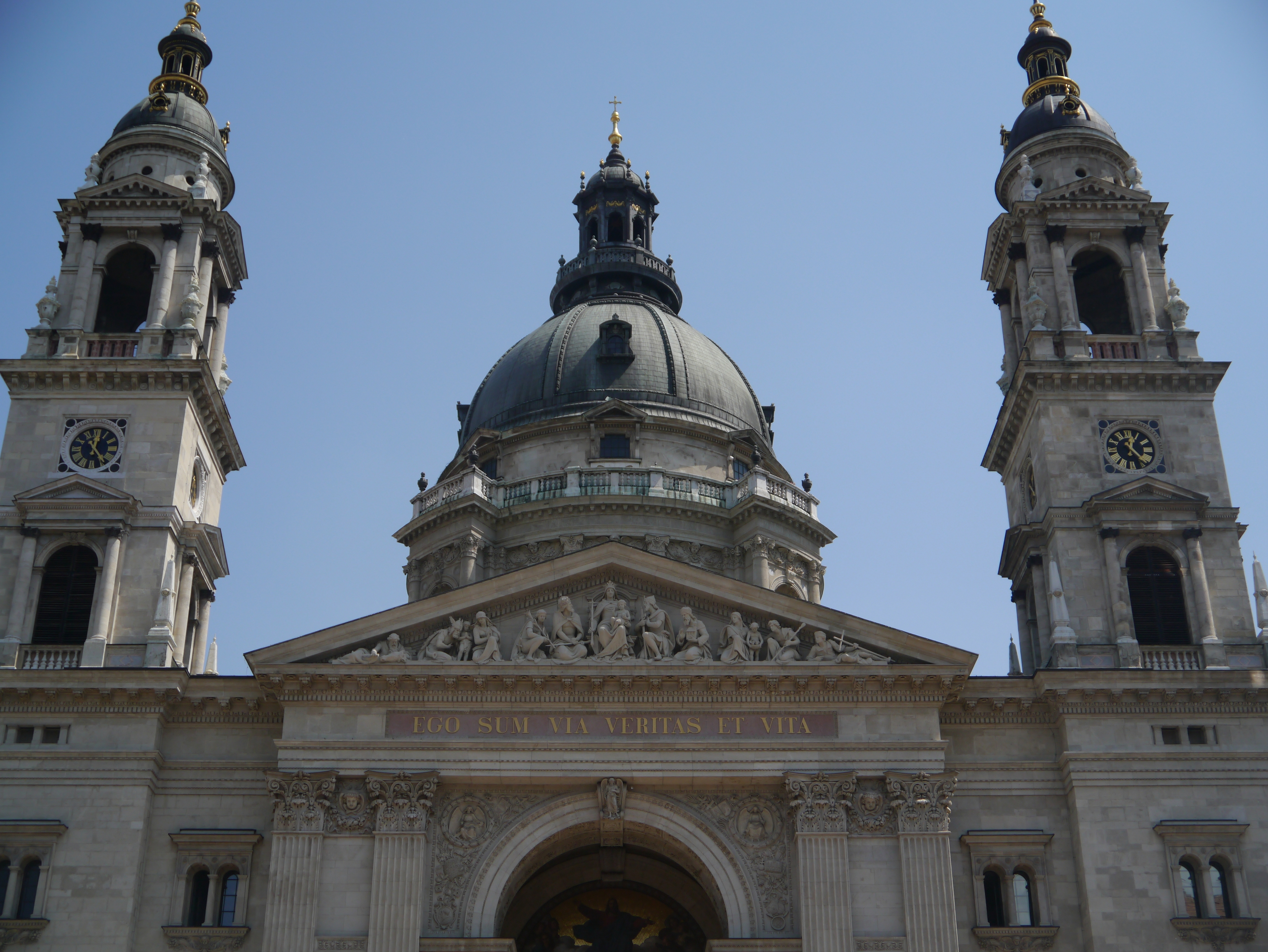
EGO SUM VIA VERITAS ET VITA, Inschrift Stephansdom Budapest

Die Worte Ich bin der Weg und die Wahrheit und das Leben gehören zu einer Bildrede Jesu (Joh 14,6 ). Es stellt das vorletzte einer Reihe von sieben Ich-bin-Worten Jesu dar, die im Evangelium nach Johannes überliefert sind.

## Kontext

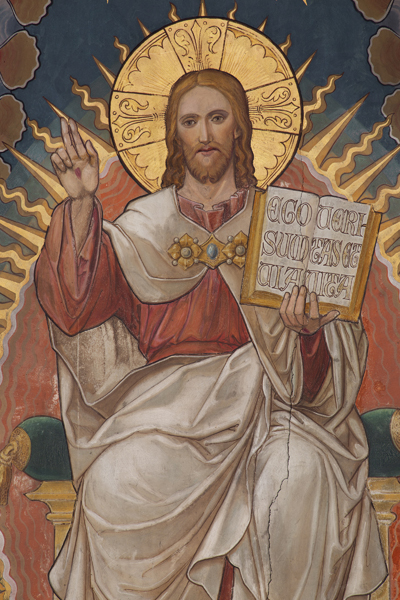
Gemälde in Deux-Acren, Belgien

Das Bildwort ist Teil der Abschiedsrede Jesu, die im Johannesevangelium in den Kapiteln 13–17 steht. Zu Beginn von Kapitel 14 kündigt Jesus zunächst an, dass er wiederkommen und seine Jünger zu sich (und damit zu Gott) nehmen wird. Daran schließt die Feststellung Jesu an, dass sie wissen, wo er hingeht. Daraufhin entgegnet Thomas, dass sie nicht wüssten, wo er hingeht, und fragt, woher sie den Weg kennen sollen. Darauf antwortet Jesus mit dem „Ich-bin“-Wort, in dem er klarmacht, dass er selbst der Weg zum Vater ist:

„Ich bin der Weg und die Wahrheit und das Leben; niemand kommt zum Vater denn durch mich.“

Anschließend erläutert Jesus, dass sie, wenn sie ihn erkannt haben, auch den Vater erkennen werden. Als Philippus darum bittet, dass er ihnen den Vater zeige antwortet Jesus: „Wer mich sieht, der sieht den Vater“ (Johannes 14,9 ).

## Deutungen
Im frühen Christentum entwickeln sich Aussagen, die in die Richtung einer „absoluten“ Wahrheit führen: Der Verfasser des Johannesevangeliums, das vermutlich am Ende des 1. Jahrhunderts n. Chr. entstanden ist, geht so weit, Jesus nicht nur mit der Wahrheit zu identifizieren, sondern ihm die Worte in den Mund zu legen: „Ich bin der Weg und die Wahrheit und das Leben“ Mit diesen Worten überträgt der Verfasser des Johannesevangeliums den bereits von Platon formulierten Gedanken einer absoluten, dem Menschen im irdischen Dasein noch nicht erkennbaren, wahren „Idee des Guten“ auf den zum Sohn Gottes erhöhten Christus, der von sich selbst sagt, er sei „die Wahrheit“. Umrahmt wird diese Aussage durch die Begriffe „Weg“ und „Leben“.
In traditionellen Auslegungen wird das Bibelwort so verstanden, dass Christus selbst und die Annahme seines vollendeten Werks am Kreuz der einzige Weg zum ewigen Leben und die einzige Möglichkeit aus einem Unheilszustand ist, der durch den Sündenfall Adams und Evas herbeigeführt worden sei (Erbsünde, seit der Aufklärung häufig auch nur symbolisch verstanden). Einige Auslegungen fordern eine persönliche Entwicklung hin zu Christus, d. h. zu größerer Einheit und Gemeinschaft mit anderen Menschen, während die orthodoxeren Konfessionen den Vers textgetreuer als ein direktes Gebot auslegen, in dem Christus selbst der einzig wahre Weg zum Heil ist. Liberalere Auslegungen sehen den Vers als eine Aufforderung an, ein ethisches Leben nach Christus Geboten der Wahrheit und Nächstenliebe zu führen und somit dem Leben ein Ziel oder einen Sinn zu geben.

## Rezeption
Von Johann Friedrich Fasch (1688–1758) stammt die Kantate „Die Philippi Jacobi“ (Ich bin der Weg, die Wahrheit und das Leben…).